# 陈恕
陈恕（约945年—1004年），字仲言，南昌洪州（今江西南昌）人，北宋官员。

## 生平
太平兴国二年（977年）进士，授澧州通判。入京为工部郎中、知大名府。淳化五年（994年）任盐铁使。为官清廉、公正，处事严明，在整顿赋税方面颇有作为，深得太宗赏识，曾赐字“真盐铁陈恕”，故后世对陈恕有「盐铁判官」一称。至道三年（997年），真宗即位，改任户部侍郎。至道四年（998年），为转运使。咸平三年（1003年）六月，推荐寇准为三司使，病重時要求“丧事从简，子孙不准恃恩骄纵”。卒赠吏部尚书。《宋史》评价颇高：“取士得王曾，举代得寇准，可谓知人之明，且他善理财，精吏治，亦颂他能吏之首”。

## 家族
曾祖父迁徙石城定居，祖父陳嵩，父陳嗣。
其子陈执中，亦在政界颇有作为。

## 延伸阅读
[在维基数据编辑]
 《宋史·卷267》，出自脱脱《宋史》